# Elecciones presidenciales de Montenegro de 2023
Las elecciones presidenciales de Montenegro de 2023 se realizaron el 19 de marzo del mencionado año para elegir al presidente de Montenegro. Las elecciones anteriores celebradas en 2018 fueron ganadas por Milo Đukanović, líder del entonces gobernante Partido Democrático de los Socialistas (DPS), con el 53,90% de los votos en la primera vuelta.El presidente en funciones no tiene la opción de lanzarse a un segundo mandato ya que está limitado a un solo período de gobierno, según lo que establece la Constitución de Montenegro de 2007.
Las primeras proyecciones del escrutinio indicaron una victoria del presidente titular Milo Đukanović, seguido del exministro de Economía Jakov Milatović, del partido proeuropeísta ¡Europa Ahora! (¡PES!), que se ejecuta en la plataforma anticorrupción, ha superado las encuestas. Sin embargo, ningún candidato obtuvo la mayoría absoluta de los votos por lo que, por primera vez en la historia de Montenegro, se realizó una segunda vuelta entre Đukanović y Milatović programada para el 2 de abril. Andrija Mandić, uno de los líderes del Frente Democrático (DF) populista de derecha, cercano a Rusia y a Serbia, obtuvo el 19% de los votos y terminó tercero en la primera vuelta.
A las elecciones presidenciales seguirán las elecciones parlamentarias anticipadas, después de que el actual presidente Đukanović las programó para junio de 2023, disolviendo el parlamento pocos días antes de la primera ronda de elecciones en las que no se postuló para su tercer mandato como jefe de Estado.
La segunda vuelta dio como resultado que Jakov Milatović derrotara al ex primer ministro Duško Marković, convirtiéndose en el primer presidente electo que no es miembro del Partido Democrático de los Socialistas desde la introducción del sistema multipartidista en 1990, ganando con cerca del 60% del voto popular.

## Antecedentes

Resultado de las elecciones legislativas de 2020 por municipio

Las elecciones presidenciales celebradas en 2018 fueron ganadas por Milo Đukanović, líder del Partido Democrático de los Socialistas (DPS), con el 53,9 % de los votos en la primera vuelta. El presidente en ejercicio, Đukanović, no podía presentarse a la reelección al ya haber cumplido un mandato único como presidente, debido al hecho de que su primer mandato presidencial (1998-2003) se cumplió antes de la restauración de la independencia de Montenegro en 2006.
Las elecciones presidenciales se llevarán a cabo en medio de la crisis política más profunda que ha enfrentado Montenegro desde su independencia de Serbia en 2006 con el parlamento incapaz de formar un nuevo gobierno después la censura al gobierno del primer ministro Dritan Abazović en agosto de 2022, y Đukanović presionando por nuevas elecciones al parlamento. Đukanović, el líder del DPS, ha gobernado Montenegro durante más de tres décadas, ya sea como primer ministro o como presidente. Aunque es visto como pro-occidental, durante su largo tiempo en el poder ha estado involucrado en numerosos escándalos y asuntos de corrupción y muchos quieren verlo fuera de la política. Fue el ferviente deseo de expulsar a Đukanović y al DPS acabó reuniendo a tres alianzas de oposición ideológicamente diversas para formar la primera coalición gobernante en el Montenegro independiente que excluyó al partido de Đukanović, que gobernó durante mucho tiempo. Desde la extrema derecha y prorrusa hasta la prooccidental y cívica, la coalición obtuvo la mayoría en el parlamento después de las elecciones parlamentarias de 2020. Jakov Milatović era un miembro independiente del gabinete tecnocrático, mientras que el populista de derecha Frente Democrático de Andrija Mandić estaba entre los partidos que lo respaldaron en el parlamento. Sin embargo, aparte del fuerte deseo de sacar del poder al DPS y a su líder, los miembros de la coalición tenían poco en común y no pudieron llevar a cabo reformas.

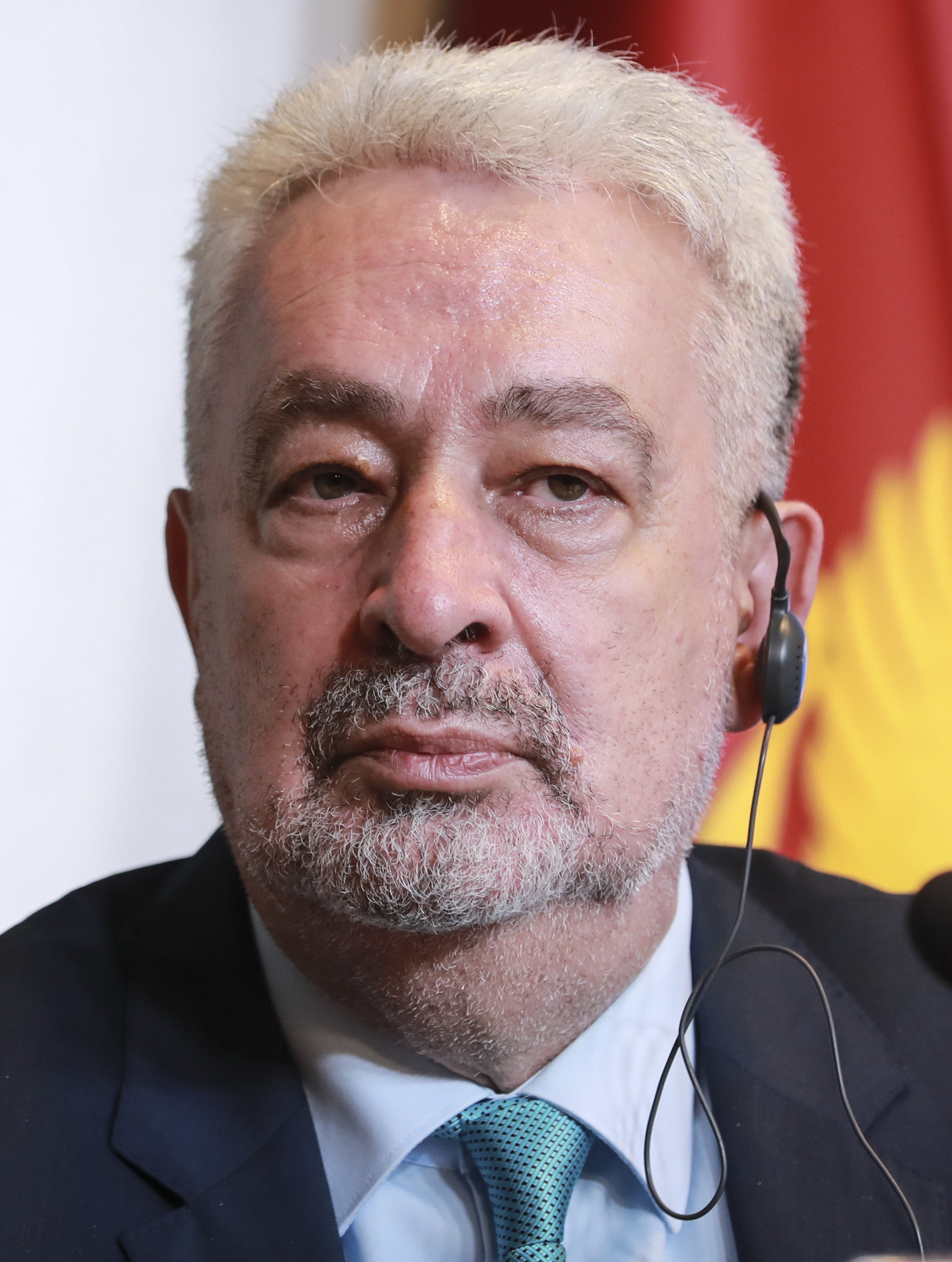
Zdravko Krivokapić. Primer ministro (2020-2022). Líder de una heterogénea coalición anti-DPS.

La crisis parlamentaria resultó en la vacante o el estado interino de varias instituciones estatales importantes, incluido el estado interino del gabinete de gobierno y la fiscalía estatal y la vacante más notable en el Tribunal Constitucional. A medida que se fracturaba la mayoría parlamentaria 'anti-DPS', se esperaba ampliamente que Đukanović y su partido regresaran al poder. Sin embargo, las elecciones locales celebradas en varios municipios durante 2021 y 2022 mostraron que, en cambio, el partido está perdiendo apoyo popular. La pérdida de la mayoría del DPS en la capital, Podgorica, en particular, se consideró un castigo por el papel bastante contraproducente de Đukanović en la actual crisis política del país. Las elecciones se llevarán a cabo mientras el país se encuentra en un punto muerto político de un año marcado por los votos de censura en dos gobiernos separados y una disputa entre la mayoría parlamentaria y el presidente Đukanović sobre el nombramiento de un nuevo primer ministro designado. Đukanović, Milatović y Mandić son vistos como los más fuertes de los siete candidatos y los únicos con posibilidades reales de llegar a la segunda vuelta, según los medios de comunicación. El cargo de presidente es en gran parte ceremonial en Montenegro, pero muchos consideran que las elecciones presidenciales de 2023 son un barómetro para las próximas elecciones parlamentarias anticipadas, que el actual presidente Đukanović programó para junio de 2023, disolviendo el parlamento pocos días antes de la primera vuelta de las elecciones presidenciales en que se postuló para su tercer mandato como jefe de Estado.

## Sistema electoral
El presidente de Montenegro es elegido mediante el sistema de dos vueltas; si ningún candidato obtiene la mayoría de los votos en la primera vuelta, se realiza una segunda vuelta dos semanas después. Para presentar su candidatura a la Comisión Estatal Electoral, los posibles candidatos deben reunir 7.993 firmas. Se elige un nuevo presidente cada cinco años, y solo es elegible para un mandato único (sin posibilidad de reelección).

## Campaña

### Primera ronda
El ex primer ministro, Duško Marković, anunció su candidatura para las elecciones presidenciales, aunque su campaña se enfocó en separarse de la figura del presidente en ejercicio Milo Đukanović, que también es líder del partido parlamentario más grande, el DPS; indicando que su candidatura no es oficialista a pesar de que Đukanović era presidente del Partido Democrático de los Socialistas, diciendo que el presidente debería renunciar como líder del movimiento al estar separado de este, prometiendo que su gobierno retomaría las propuestas e ideologías originales de progresismo y justicia social del Partido Democrático de los Socialistas. Sin embargo, ni Marković ni su partido anunciaron al público si planea presentarse a las elecciones, mientras que Marković finalmente no anunció su candidatura el 24 de febrero, dos días antes de la fecha límite para la presentación de candidaturas. Anteriormente, la candidatura potencial del alcalde saliente de Podgorica, Iván Vuković y el ex primer ministro Duško Marković también sonaban como posibles candidatos dentro del partido de Đukanović. Después de una serie de intentos fallidos de nominar un candidato común con el DPS y los otros partidos dentro del autodenominado 'bloque soberanista', el 9 de febrero, el Partido Socialdemócrata (SDP) decidió nominar a su candidato, la diputada Draginja Vuksanović, quien fue ya candidata del partido en las elecciones anteriores cuando inesperadamente ganó más del 8% del apoyo de los votantes. El SDP abogó inicialmente por el apoyo conjunto a la candidatura de Milica Pejanović-Đurišić, la embajadora de Montenegro ante las Naciones Unidas, o algún otro 'candidato independiente no comprometido', mientras que los partidos menores LP y SD estaban dispuestos a apoyar incondicionalmente al candidato seleccionado por el DPS. Las elecciones presidenciales fueron precedidas por las elecciones locales de 2022, que resultaron en malos resultados para el partido de Đukanović, perdiendo el poder en 11 de los 14 municipios donde se celebraron las elecciones, incluida la capital Podgorica, por primera vez desde la década de 1990. El DPS de Đukanović también perdió los cargos de alcalde en la gran mayoría de los municipios en las elecciones locales de 2020, 2021 y 2022 por primera vez desde su fundación, lo que estuvo acompañado de una caída en el apoyo popular del partido; es por eso que muchas de las próximas elecciones fueron calificadas como las 'más inciertas desde la independencia de Montenegro'.
Un miembro de la coalición gobernante, el SNP se había propuesto inicialmente el líder de los DEMOS y el candidato en el 2013 de la elección, Miodrag Lekić, como el 'candidato común de los partidos de la mayoría parlamentaria', que las otras partes finalmente se negó. A finales de enero, el populista derechista Frente Democrático (DF) anunció que presentaría su líder informal Andrija Mandic, que fue candidato en 2008. En la final, en febrero, el SNP, decidió apoyar la candidatura de Mandic, el abandono de la propuesta para que se ejecute con su propio candidato, mientras Montenegro Democrático (DCG), inicialmente llamado para el candidato común de la auto-etiquetado como 'bloque centrista', junto con el Movimiento Cívico Acción Reformista Unida (URA) y el recién fundado Movimiento ¡Europa Ahora!, finalmente lanzó la candidatura de su líder Aleksa Bečić. El primer ministro Dritan Abazović de la URA término anunciando que no va a tener su propio candidato, decidiendo apoyar la candidatura de Bečić.
Inicialmente, el movimiento ¡Europa Ahora! decidió nominar como candidato a su cofundador Milojko Spajić, exministro de finanzas. Sin embargo, fue descalificado por sospechas de que tenía ciudadanía serbia; La ley montenegrina no permite que las personas con doble ciudadanía se postulen para la presidencia. La descalificación de Spajić por parte del Organismo Electoral Nacional (DIK), compuesto en su mayoría por delegados del DPS y el DF, fue rápida y no esperó la finalización de una investigación iniciada por el Ministerio del Interior. Spajić afirmó que en el momento de presentar su candidatura solo poseía la ciudadanía montenegrina, presentó todos los documentos legalmente requeridos emitidos por el Ministerio del Interior de Montenegro y una prueba de que había renunciado oficialmente a su ciudadanía serbia a principios de febrero de 2023. Esto alimentó aún más la especulación de que la decisión de DIK fue influenciada por DPS ya que Spajić fue visto como una seria amenaza para Đukanović. Los miembros de DIK que representan a DF también votaron para descalificar a Spajić. Muchos activistas de ONG y abogados criticaron el rechazo de la candidatura por parte de la comisión estatal, afirmando que se excedió en su autoridad, la ausencia de una base legal para el rechazo de la candidatura y la injerencia extranjera (citando la injerencia del gobierno serbio) en las elecciones de Montenegro. Además, el movimiento de Spajić y algunas ONG calificaron la decisión de DIK de 'descalificación política' y abuso de ese organismo por parte de representantes de los dos partidos políticos actualmente más grandes en el parlamento, DPS y DF. La selectividad de la decisión de la comisión también es problemática, dado que DIK no verificó el estado de otros candidatos que fueron confirmados previamente, incluido el candidato del DF proserbio Andrija Mandić, quien ha estado anunciando públicamente en repetidas ocasiones que también tiene la ciudadanía serbia, cuya candidatura fue confirmado a principios de febrero sin comprobar dichas afirmaciones. A principios de febrero, los analistas de Radio Free Europe y CEDEM señalaron que el candidato del recién fundado movimiento centrista ¡Europa Ahora! se convirtió en objeto de una campaña negativa lanzada por medios cercanos a los principales partidos nacionalistas montenegrinos y serbios, DPS y DF, a los que el movimiento acusó más tarde de 'actividad coordinada' contra la campaña de su candidato.
Poco después, ¡Europa Ahora! nominó a Jakov Milatović, exministro de Economía. Sin embargo, su campaña no transcurrió sin problemas; en Cetiña, la antigua capital de Montenegro, un grupo de unas 30 personas atacó a Milatović cuando se dirigía a una reunión preelectoral, un día después de que el primer debate electoral se transmitiera el 9 de marzo en el canal de la emisora nacional. A esto le siguió la publicación de noticias falsas, información errónea y una campaña negativa contra Milatović y miembros de su movimiento, así como contra algunas ONG y representantes extranjeros occidentales que criticaron el ataque, que fueron difundidas en línea principalmente por medios y organizaciones y activistas que apoyan al titular. presidente Đukanović, mientras que algunas personas cercanas al partido de Đukanović apoyaron o relativizaron el ataque, calificándolo de 'protesta pacífica de los ciudadanos'. ¡Europa Ahora! afirmó que el grupo fue organizado por el DPS. Otro grupo de personas, también acusadas de ser simpatizantes del DPS, intentaron impedir la reunión de Milatović con simpatizantes en la ciudad de Nikšić durante el último fin de semana de campaña.
Dado que tanto Đukanović como Milatović aspiran a ocupar el terreno central pro-UE, el debate se ha reducido a una cuestión de experiencia política versus experiencia adquirida fuera de la política. Đukanović dijo que las elecciones determinarán si Montenegro 'se desarrollará como un estado europeo moderno o si aceptará una posición que sirva humildemente a los intereses de otros países'. Comparó la votación del 19 de marzo con la de 1997, cuando fue elegido presidente por primera vez, destacando su estatus como uno de los líderes con más tiempo en el poder en Europa. Por otro lado, el novato político Milatović dijo que era hora de que los montenegrinos votaran por personas con conocimientos y experiencia. Como una desviación de los problemas de identidad que han dominado durante mucho tiempo la política del país, enfatiza el desarrollo económico del país en su programa, diferenciándose constantemente del actual presidente Đukanović y su DPS con fuertes mensajes anticorrupción. El candidato derechista proserbio Mandić cuestionó la afirmación de Milatović de que Montenegro necesita expertos y dijo que Đukanović solo podría ser derrocado del poder por alguien con tanta experiencia en política como él; Al igual que Đukanović, Mandić ha estado involucrado en política desde la década de 1990. El expresidente del Parlamento Aleksa Bečić, cuarta de los siete candidatos presidenciales, que se postulan con una plataforma centrista, dijo que 'los intereses de Montenegro deben ser lo primero y los intereses de los partidos y candidatos deben dejarse de lado'. La candidata del Partido Socialdemócrata, Draginja Vuksanović, es la única mujer que compite por el puesto. Durante la campaña, Đukanović se presentó como un estadista y al mismo tiempo dio la impresión de que 'el país se hundiría en el caos y la ruina si fuera derrotado'. Controvertido porque Montenegro se ha vuelto cada vez más corrupto durante las tres décadas de gobierno de Đukanović, la naturaleza autoritaria de su liderazgo ha llamado la atención de los representantes de la UE. Andrija Mandić ha sido hasta ahora la 'oposición eterna' en la política montenegrina. Mandić ha sido conocido durante mucho tiempo no solo como partidario de un estado conjunto con Serbia, sino también como un nacionalista serbio de línea dura y opositor de la integración euroatlántica de Montenegro. Durante la campaña, Mandić se separó de sus puntos de vista radicalmente pro-serbios y buscó un camino hacia el centro político, aceptando declarativamente la membresía de Montenegro en la OTAN y apoyando la membresía de Montenegro en la UE. Al final de la campaña, Đukanović declaró que el Frente Democrático y su líder Mandić 'no eran un socio inaceptable para la cooperación futura'.
Mientras tanto, no ha habido una reacción institucional a una denuncia de algunas ONG y activistas cívicos presentada ante el tribunal constitucional contra la candidatura de Đukanović, citando que no puede postularse para un tercer mandato y afirmando que la comisión electoral nacional interpretó incorrectamente la ley al confirmar la candidatura de Đukanović. Sin embargo, esta interpretación es controvertida cuando Đukanović se desempeñó como presidente entre 1998 y 2002 cuando Montenegro era parte de una unión estatal con Serbia.
En las semanas previas a la primera ronda del 19 de marzo, hubo sugerencias de que Rusia podría intentar interferir en la votación de Montenegro. Gabriel Escobar, subsecretario adjunto de EE. UU. que supervisa la política hacia los países de los Balcanes Occidentales, incluido Montenegro, advirtió que Rusia intentará intervenir en las elecciones presidenciales, provocando tensiones internas y enfrentamientos en el período hasta la votación del 19 de marzo. Escobar dijo que Rusia usaría los canales tradicionales para la desinformación. El Centro Forense Digital Montenegrino afirmó en marzo que la intervención rusa en la política montenegrina se fortaleció después de las elecciones generales de 2020, cuando grandes partidos prorrusos se convirtieron en parte de la coalición gobernante. Ya ha habido advertencias de posibles fraudes electorales ya que el censo electoral no se ha actualizado a pesar de las revelaciones en 2020 de que había más de 50.000 “votantes fantasmas”. El proceso de votación será observado por una misión de la OSCE.

## Candidatos
La Comisión Electoral del Estado de Montenegro (DIK) confirmó siete candidatos.
- Los números de candidatos se decidieron mediante un sorteo aleatorio el 4 de marzo de 2023.[44]

| # | Candidatos          | Partido | Partido                                | Detalles / Resumen de candidatos |
| - | ------------------- | ------- | -------------------------------------- | --- |
| 1 | Duško Marković      |         | Partido Democrático de los Socialistas | exministro de Justicia (2010–2016), ex primer ministro (2016–2020). Candidatura anunciada el 24 de febrero y presentada el 25 de febrero de 2023. |
| 2 | Jakov Milatović     |         | ¡Europa Ahora!                         | Economista, exministro de Economía (2020-2022), alcalde electo de Podgorica desde las elecciones de 2022, cofundador y líder adjunto del recién fundado movimiento Europa Ahora. Candidatura anunciada el 23 de febrero y presentada el 26 de febrero de 2023.           |
| 3 | Andrija Mandić      |         | Frente Democrático                     | Miembro del Parlamento (2001-2020; 2022-presente), miembro de la presidencia de la alianza del Frente Democrático, líder del partido Nueva Democracia Serbia, candidato presidencial en 2008. Candidatura anunciada el 28 de enero y presentada el 3 de febrero de 2023. |
| 4 | Jovan Radulović     |         | Candidato independiente                | Entrenador personal, personalidad de Internet e influencer de las redes sociales de Podgorica, respaldado por un grupo de ciudadanos. Candidatura presentada el 26 de febrero y confirmada el 3 de marzo de 2023.                                                        |
| 5 | Goran Danilović     |         | Montenegro Unido                       | Exmiembro del Parlamento (2006-2016; 2016-2020), exministro del Interior en el gabinete provisional (2016), fundador y actual líder de Montenegro Unido. Candidatura anunciada el 28 de enero y presentada el 20 de febrero de 2023.                                     |
| 6 | Aleksa Bečić        |         | Montenegro Democrático                 | Miembro del Parlamento desde 2016, expresidente del Parlamento (2020-2022), fundador y líder del partido Montenegro Democrático. Candidatura anunciada el 24 de febrero y presentada el 26 de febrero de 2023.                                                           |
| 7 | Draginja Vuksanović |         | Partido Socialdemócrata                | Diputado desde 2012, profesor de derecho en la Universidad de Montenegro, miembro y exlíder del Partido Socialdemócrata de 2019 a 2021, candidato en 2018. Candidatura anunciada el 9 de febrero y presentada el 22 de febrero de 2023.                                  |

## Debates electorales
| Fecha                                                 | Organizadores     | Candidatos       | Candidatos | Candidatos | Candidatos | Candidatos | Candidatos | Candidatos |   |   |
| Fecha                                                 | Organizadores     | Marković         | Milatović  | Mandić     | Radulović  | Danilović  | Bečić      | Vuksanović |   |   |
| ----------------------------------------------------- | ----------------- | ---------------- | ---------- | ---------- | ---------- | ---------- | ---------- | ---------- | - | - |
| Fecha                                                 | Organizadores     | 9 de marzo 20:00 | TVCG1      | P          | P          | P          | A          | P          | P | P |
| 16 de marzo 20:00                                     | TVCG1 (Cancelado) | A                | A          | A          | A          | A          | A          | A          |   |   |
| 16 de marzo 20:00                                     | Prva TV           | P                | NI         | P          | NI         | NI         | NI         | NI         |   |   |
| 17 de marzo 20:00                                     | Vijesti           | A                | P          | P          | A          | P          | P          | P          |   |   |
| P Invitado/Presente NI No Invitado A Ausente Invitado |                   |                  |            |            |            |            |            |            |   |   |

## Resultados
| Candidato             | Candidato             | Partido                                 | Primera vuelta | Primera vuelta | Segunda vuelta | Segunda vuelta |
| Candidato             | Candidato             | Partido                                 | Votos          | %              | Votos          | %              |
| --------------------- | --------------------- | --------------------------------------- | -------------- | -------------- | -------------- | -------------- |
|                       | Duško Marković        | Partido de los Socialistas Democráticos | 119 673        | 35.37          | 154,769        | 41,12          |
|                       | Jakov Milatović       | ¡Europa Ahora!                          | 97 858         | 28.92          | 221,592        | 58,88          |
|                       | Andrija Mandić        | Frente Democrático                      | 65 385         | 19.32          |                |                |
|                       | Aleksa Bečić          | Montenegro Democrático                  | 37 562         | 11.10          |                |                |
|                       | Draginja Vuksanović   | Partido Socialdemócrata                 | 10 669         | 3.15           |                |                |
|                       | Goran Danilović       | Montenegro Unido                        | 4659           | 1.38           |                |                |
|                       | Jovan Radulović       | Independiente                           | 2574           | 0.76           |                |                |
| Total                 | Total                 | Total                                   | 338 380        | 100.00         | 376,361        | 100.00         |
|                       |                       |                                         |                |                |                |                |
| Votos válidos         | Votos válidos         | Votos válidos                           | 338 380        | 97.93          | 376,361        |                |
| Votos nulos/en blanco | Votos nulos/en blanco | Votos nulos/en blanco                   | 8924           | 2.57           | 0              |                |
| Total                 | Total                 | Total                                   | 347 304        | 100.00         | 0              | 100.00         |
| Participación         | Participación         | Participación                           | 542 154        | 64.06          | 0              |                |